# Karl Seegerer
Karl Seegerer (* 31. März 1928 in Amberg; † 7. Februar 2015) war ein deutscher Ingenieur, Feuerwehrmann und Beamter im feuerwehrtechnischen Dienst sowie in dieser Eigenschaft von 1965 bis 1988 Leiter der Münchner Branddirektion.

## Leben
Karl Seegerer trat 1942 im Alter von 14 Jahren in seiner Heimatstadt Amberg in die Jugendfeuerwehr, die damals Teil der Hitler-Jugend war, ein. Im Jahr 1946 wurde er Mitglied des Führungscorps der städtischen Feuerwehr. Nach seinem Abitur im Jahr 1947 studierte er Elektrotechnik an der Technischen Hochschule München und absolvierte anschließend ab 1955 ein Referendariat im feuerwehrtechnischen Dienst bei der Feuerwehr Köln, bei der er auch die ersten Jahre seiner weiteren beruflichen Tätigkeit verbrachte. 1960 wechselte er zur Berufsfeuerwehr München, deren Leitung er am 1. Juni 1965 übernahm. Am 31. März 1988 schied er mit der Amtsbezeichnung Oberbranddirektor altersbedingt aus.
Mit Fritz Holle, dem Direktor der Chirurgischen Poliklinik der Universität München, vereinbarte er 1966 Verbesserungen im Rettungswesen Münchens, insbesondere bezüglich des gezielten Zusammenwirkens von Arzt und Techniker am Unfallort, womit die Grundlage für den im März 1966 insbesondere durch den Chirurgen Rainer Fritz Lick und den Branddirektor Heinrich Schläfer initiierten „Münchner Notarztdienst“ geschaffen worden war.
Aufgrund seiner Leistungen für das deutsche Feuerwehrwesen wurde Karl Seegerer unter anderem mit dem Bundesverdienstkreuz am Bande, dem Deutschen Feuerwehr-Ehrenkreuz in Gold, dem Bundesverdienstkreuz 1. Klasse (1987) und dem Bayerischen Verdienstorden ausgezeichnet.
Karl Seegerer engagierte sich in verschiedenen Gremien mit Feuerwehrbezug, so im Normenausschuss Feuerwehrwesen, dessen Vorsitzender er war, im Grundsatzausschuss der Arbeitsgemeinschaft der Leiter der Berufsfeuerwehren und im Vorstand der Vereinigung zur Förderung des Deutschen Brandschutzes.

## Auszeichnungen
- 1979: Bundesverdienstkreuz am Bande
- 1979: Goldenen DIN-Ehrennadel
- 1987: Bundesverdienstkreuz 1. Klasse
- 1988: Aufnahme in den Waldemar-Hellmich-Kreis des Deutschen Instituts für Normung
- 1988: Heinrich-Henne-Medaille der Vereinigung der Förderung des Deutschen Brandschutzes e. V.[6]
- 1989: Deutsches Feuerwehr-Ehrenkreuz in Gold
- 1989: Bayerischer Verdienstorden